# 沃爾特氏蟾魚
沃爾特氏蟾魚（学名：Batrachoides waltersi），為輻鰭魚綱蟾魚目蟾魚科的其中一種，分布於中太平洋東部，從墨西哥至哥斯大黎加鹹水及半鹹水水域，體長可達29.2公分，為底棲性魚類。

## 外部連結
- 沃爾特氏蟾魚的圖片